# Яхав-Те'-К'ініч
Яхав-Те’-К'ініч (д/н —бл. 755) — ахав (цар) Ік' з 742 або 743 до 755 (або 768) року.

## Життєпис
Був сином ахава Тайєль-Чан-К'ініча. Обійняв трон у 742 або 743 році після смерті свого брата Сіхйах-К'авііля. Дослідники пов'язують з ним, щонайменше, 18 посудин, при цьому 3 вази були розписані одним і тим же майстром, який підписувався як «володар з Туубаля» (між Йамутулєм і Наранхо). Це розглядається вченими як збереження політичних і культурних стосунків з Мотульським царством. Основна тема на вазах — здійснення ритуальних танців. На вазі K533 Яхав-Те’-К'ініча названо «господарем Ік'-Буля», тобто він захопив бранця з таким ім'ям у якійсь невідомій битві.
Яхав-Те’-К'ініч уклав союз з Чак-Нуцом, ахавом Хішвіца, та Яшун-Баламом IV, ахавом Па'чана проти Південного Мутульського царства. Втім у 745 році ця коаліція зазнала поразки, зокрема було переможено військо Ік' на чолі із родичем ахава — Чулів-Хішем. Вважається, що Яхав-Те’-К'ініч вимушений був визнати зверхність Південного Мутуля. Це призвело до послаблення усієї держави, протягом 740-х років від неї відокремилися невеличкі царства Акте і Хуакуталь.
Незважаючи на ці невдачі Яхав-Те’-К'ініч намагався зберегти дружні відносини з державами Петешбатуна (Хішвіцем та Іцімте), регулярно обмінюючись посольствами і подарунками. Так, у городищі Алтар-де-Сакріфісіос виявлено вази з Ік' часів Яхав-Те’-К'ініча. Було також зміцнено союз з Па'чанським царством, де однією з цариць було родичка (сестра або донька) Яхав-Те’-К'ініча.
Дата смерті точна невідома: за різніми гіпотезами це відбулося у 755 або 768 році.